# 段纯刚
段纯刚（1972年9月—），男，湖北潜江人，理论物理学者。1994年毕业于武汉大学物理系，1998年获中科院物理所理论物理博士学位，1998年至2007年分别在美国内布拉斯加大学奥马哈分校和林肯分校任研究助理博士后和研究助理教授，2008年任华东师范大学教授和极化材料与器件教育部重点实验室副主任。